# Pimelodella leptosoma
Pimelodella leptosoma is een straalvinnige vissensoort uit de familie van de antennemeervallen (Heptapteridae). De wetenschappelijke naam van de soort is voor het eerst geldig gepubliceerd in 1914 door Henry Weed Fowler.
De soort werd ontdekt in de rivier Rupununi. De naam is afgeleid van het Grieks en betekent "slank lichaam".